# Галас, Патрисио
Патрисио Себастьян Галас Сепульведа (исп. Patricio Sebastián Galaz Sepúlveda; 31 декабря 1976, Сантьяго, Чили) — чилийский футболист, нападающий, известный по выступлениям за клубы «Палестино», «Кобрелоа», «Атланте» и сборной Чили.

## Клубная карьера
Галас — воспитанник клуба «Рехиональ Атакама». В 1996 году Патрисио дебютировал за основной состав. В 1997 году Галас присоединился к «Универсидад Католика», в составе которого дебютировал в чилийской Примере. В этом же сезоне Патрисио помог клубу выиграть чемпионат. Летом того же года Галас покинул «Универсидад Католика» и непродолжительное время выступал за «Депортес Антофагаста» и «Кокимбо Унидо». В 1999 году Петрисо перешёл в «Палестино», где за короткое время стал лидером клуба и его лучшим бомбардиром. 
В 2001 году Галас перешёл в «Кобрелоа». Он трижды помог команде выиграть чемпионат, а сам дважды становился лучшим снайпером первенства. За три сезона в «Кобрелоа» Патрисо сыграл более 150 матчей и забил более 50 мячей во всех турнирах.
В 2005 году после серьезного успеха на родине Галас подписал контракт с мексиканским «Атланте». В мексиканской Примере он сразу же начал забивать. За два сезона Патрисо сыграл 53 матча, забивая почти в каждом втором поединке. В 2007 году он вернулся на родину, став игроком «Универсидад де Чили». Отыграв сезон Патрисио покинул клуб и в дальнейшем выступал за «Ньюбленсе», а в 2010 году вернулся в «Кобрелоа», где и завершил карьеру.

## Международная карьера
В 1993 году в составе юношеской сборной Чили Галас завоевал бронзовую медаль юношеского чемпионата мира в Японии. 30 марта 2004 года в товарищеском матче против сборной Боливии он дебютировал за сборную Чили. В том же году Патрисио попал в заявку на участие в Кубке Америки. На турнире он сыграл в матчах против команд сборной Бразилии и Парагвая.

## Достижения
Командные
 «Универсидад Католика»
- Чемпионат Чили по футболу — Апертура 1997

 «Кобрелоа»
- Чемпионат Чили по футболу — Апертура 2003
- Чемпионат Чили по футболу — Клаусура 2003
- Чемпионат Чили по футболу — Клаусура 2004

Международные
 Чили (до 17)
- Юношеский чемпионат мира — 1993

Индивидуальные
- Лучший бомбардир чемпионата Чили (23 гола) — Апертура 2004
- Лучший бомбардир чемпионата Чили (19 мячей) — Клаусура 2004